# Hát lên, chàng cao bồi!
Hát lên, chàng cao bồi ! (tiếng Anh: Sing, Cowboy, sing !) là một bộ phim hài của đạo diễn Dean Reed, ra mắt năm 1981.

## Diễn viên
- Dean Reed: Joe
- Václav Neckář: Beny
- Kerstin Beyer: Susann
- Violeta Andrei: Maria
- Jurie Darie: Dave Arnold
- Stefan Diestelmann: Barkeeper
- Helena Rúžicková: Sheriff von Hiddenjunction
- Jiri Ružička: Vizesheriff von Hiddenjunction
- Siegfried Seibt: Sheriff von Rosecity
- Elke Gierth: Silvia
- Ion Dorutio: Vizesheriff von Rosecity
- Gertraut Last: Pythonin
- Vlad Radescu: Sheriff von Leansville
- Chuan Hsi Kao: Koch
- Christian Sofron: Ned
- Mihai Mereuta: Richter
- Dan Dobre: Cowboy
- Miron Murea: Cowboy
- Theresia Wider: Joana
- Paton Price: Hotelbesitzer
- Bodo Schmidt: Telegrafist
- Elena Sereda: Neds Mutter
- Dean Ch. Price: Junge mit Frosch
- Rose Becker: Prostituierte
- Peter Pauli: Siedler